# 戦争調査会
戦争調査会（せんそうちょうさかい）は、1945年（昭和20年）11月に幣原喜重郎内閣により設置された日本の大東亜戦争に関する調査、審議機関である。設置当初は大東亜戦争調査会という名称であったが、連合国軍最高司令官総司令部 (GHQ) の指令により、1946年（昭和21年）1月に戦争調査会と改められ、同年9月にGHQの意向を受けた第1次吉田茂内閣により廃止された。

## 設置の背景
1945年10月5日、終戦連絡中央事務局が主催した終戦連絡各省委員会において、海軍から「大東亜戦争誌」編纂のための調査の必要性が提起され、内閣または文部省による調査を要請した。この戦史編纂に関してはGHQの許可も得ていると、海軍からは説明された。これに対して、既に内閣総辞職を表明していた東久邇宮内閣は10月8日にこの要請を受け入れ、幣原内閣発足後の10月15日に、内閣調査局による「第二次世界戦史編纂ニ関スル件」の案文が作成され同委員会に提出された。同案文では、「日本民族の反省を促し、平和国家建設の基礎資料に供する目的を以って、東亜における第二次世界戦争の開始、経過並に終結に至る全過程に付き、軍事、政治、産業、経済、思想、文化等凡ゆる部門に亘り、事実に即して客観的なる記述を為し、以て総合的なる第二次世界戦史を編纂することとなし、差当たり、左の要領に基き、之が資料の収集、整理を為す」という施策が提示され、内閣調査局内に資料蒐集委員会や資料調査室を設置するとされていた。
内閣調査局案は資料の散逸防止のための収集には賛成したものの、戦史の編纂は主観を廃したものに止めるべきものという思考であった。また、幣原内閣においても閣僚から戦史の編纂に対する反対意見が出たが、幣原喜重郎首相は大東亜戦争調査会事業を最も重視すべき施策に位置付けており、「大東亜戦争の政治責任が内外に喧しくなったこと等」を理由として、10月30日に「敗戦ノ原因及実相調査ノ件」が閣議決定された。その内容は、「大東亜戦争の原因及実相を明らかにすることは、之に関し犯したるが為に必要なりと考えられるが故に、内閣に右戦争の原因及実相調査に従事すべき部局を設置し、政治、軍事、経済、思想、文化等凡ゆる部門に亘り、徹底的に着手せんとす。」となっており、調査局案よりも、一層立ち入った表現に変えられた。この閣議決定により、敗戦・戦争の責任の調査を行う部局を内閣に設けることが決定され、調査局案にはなかった戦争責任も調査されることとなった。同年11月24日に内閣調査局が廃止された上、新たに内閣審議室が設置されるとともに、大東亜戦争調査会が内閣に設置された。

## 帝国議会における議論
1945年11月26日より召集された第89回帝国議会において、本調査会の調査方針を巡る議論がなされた。黒田清貴族院議員、同松村義一議員、今尾登衆議院議員からは、勝つ公算がない戦争を始めたことが「敗戦の原因」であるので、これに重きを置いて調査すべしという見解が述べられた。また、松村は、開戦したこと自体を否定的に捉え、戦争を始めた責任者を究明の上、処罰する必要性を訴え、特別裁判所の設置および事後法の制定を求めた。他方では木村武雄衆議院議員から、開戦に導いた者および、戦争指導を誤った者は政治責任を負う必要があり、人の問題に接せずして、記録を作成するだけでは不十分であるとする見解が述べられた。また、明石元長貴族院議員、清水留三郎衆議院議員、中山太一貴族院議員からは、天皇に対する輔弼を怠った敗戦責任者を調査、究明の上、その者の政治的責任を問い、あるいは処罰すべしという見解が述べられた。このように帝国議会では、各議員によって意見の相違があり、殊に開戦したこと自体を「敗戦の原因」とするかどうかには隔たりがあった。
これらの各議員からの質疑に対し、幣原首相は戦争責任者の処罰に関しては、早急な判断を控え、今後の世論形成の動向に委ねる考えを示すとともに、松村議員が求めた特別裁判所や事後法の制定には否定的な見解を示した。幣原内閣では「位、勲章等ノ返上ノ請願ニ関スル件」を制定し、戦争中の行為等を顧みて、責任を痛感した場合には、勲章などを自主的に返還する請願の提出を認めたのみである。同内閣では敗戦の調査だけではなく、過去の満州事変にまで遡って戦争発生の原因を調査する考えを示した。

## 活動

### 人員の選定
調査会が設置されてからのおよそ4か月の間は、事務局のみが存在し委員の選定および就任の交渉や、調査項目案の検討がなされた。1945年11月28日、事務局長官に庶民金庫理事長の青木得三が任命された。牧野伸顕と若槻禮次郎に対して総裁就任の打診をしたが、いずれからも辞退されたため、1946年2月26日に首相兼務という形で幣原が自ら総裁に就任し、首相退陣後も調査会が廃止されるまで務めた。3月16日、学識経験者20人からなる委員と、各省の次官級14人、元軍人4人からなる臨時委員が任命された。 6月1日、事務局内に庶務課と資料課を設置し、また、5つの調査室が置かれた。6月14日、「私は幣原男爵が苦手」と固辞していた芦田均が折れ、副総裁に就任した。7月下旬に専門事項を調査する専門委員3人（経済1人、波動兵器2人）、調査を包括的に検分し、指揮する任務が想定された参与8人が任命されて人員が整った。選定された委員は調査会に置かれた政治外交、軍事、財政経済、思想文化、科学技術の5つの部会に配属された。

### 調査会における議論
1946年3月に委員と臨時委員の任命が終わったことにより、調査会の実質的な活動が始まった。調査会内では総会、部会長会議、部会などの場で議論が行われ、調査の目的、方針、実施方法などについて討議がなされた。陸軍軍人の飯村穣臨時委員や宮崎周一臨時委員からは、敗因の解明には公正な判断による事実の認定を要するので、当事者の元軍人の会議への参加かつ、結果論に堕することのない厳正な審議を求めた。調査会に参加した他の元軍人からも、同様の危惧を持たれている。この懸念は払拭されることはなく、第二部会は廃止まで1度も部会を開催しなかった。また、渡辺幾治郎委員は開戦の責任者追及に反対し、この戦争が不可避なものであったことを調査する必要性を強く論じた。
一方、渡辺銕蔵委員からは、GHQの指定する戦争責任者は必ずしも正当ではなく、真の戦争責任者が追及から逃れている状況を正すべく調査を行うべきであり、戦争責任および不利な状況下での戦争持続責任（国家困窮責任）も追及すべきであると論じた。また、松村義一委員からは帝国議会の時と同様に、日本内での戦争責任者の追及の必要性が論じられた。
他方では、馬場恒吾委員や中村孝也委員は、回避可能な戦争であったとする結論が出るという予見があり、馬場からは戦争放棄が加わった憲法草案を裏付けるためには、日本が開戦したこと、すなわち戦争全体が不正であるとする調査は有効であると論じられた。調査の目的を再び「失敗」を繰り返させないためとした幣原総裁は、敗戦では無く開戦自体を「失敗」と考えており、敗戦の原因、実相を調査する目的は、次期戦争の勝利ではなく、再び戦争を起こさせないために有益であると説明した。また、青木事務局長官は、戦争遂行中の言論圧迫を例に挙げ、平和国家建設の障害を調査して発表するのがよいと説明した。

### 調査会で内定した運営方針
各会での議論を経たのち、1946年6月11日の部会長会議において、調査会の運営方針を定めた「戦争調査会ノ運営ニ就テ（案）」が了承された。内容は以下の通りである。
1. 太平洋戦争の起った原因を、日本の置かれた世界的環境と日本の国内事情との両方面から、世界史的立場に立って究明する。
2. 太平洋戦争を遂行するに当って、日本のとった種々の方策、その実施の経緯及び効果を明かにし、又戦争による日本の国内事情の変化を究める。即ち、戦争経過の実情を明確にし、更に敗戦に導いた真因を探求する。
3. 降服後の日本がどの様な困難に直面し、又それを処理したか、その実情を明かにする。

以上の調査を行う結果として、この戦争の顛末について正確な歴史的資料を後世に遺し、恒久的な平和日本を建設するための基本的な指標を導き出す。
また、各会の役割や調査の委託方法および、調査期間として基礎資料の収集整理と基礎調査に2年、総合的な調査に2年、総合的批判に1年の計5年を見積もったが、調査の発表時期や発表方法については今後の総会で定めるとされた。

### 調査項目の策定
調査会事務局は、発足から1946年3月までの期間において「担当予備調査項目」と題する案を作成し、のちに催された総会や各部会に参考として提示した。これは調査官が受け持つことが出来る部分のみを抽出したもので、各委員からはより多くの調査を望む声が相次いだ。これを受けた事務局各調査室は、項目案を新たに作成し直して各部会に提出、その場での修正を経たのち部会長会議に提出され、6月11日と7月10日に質疑の上、ともに了承された。当案は160項目の調査項目を提示していたが、芦田副総裁から数点の問題点の含有や、内容の整理の必要性が述べられた。その後の8月14日の部会長会議では調査項目案は既に完成しており、総会での了承を待つだけであること、同月17日の帝国議会では当案は68項目であることが示されている。調査会総会の次回開催が待たれたが、同日には第1次吉田内閣は調査会の廃止を内定していた。

## 廃止に関わる情勢
1946年6月27日の対日理事会第8会合において、ソ連代表のクズマ・デレビヤンコから議長のジョージ・アチソン米国代表に対して、戦争調査会の詳細についての情報提供が求められた。終戦連絡中央事務局の意向で、GHQに対する日本政府の伝達は同事務局が専任で行っていたが、芦田は対日理事会の状況を顧みて、GHQとの直接のやりとりの必要性を訴えている。
7月10日と8月7日の対日理事会では、戦争調査会の問題が議論された。その場でデレビヤンコから、極東国際軍事裁判所の管轄に侵略戦争の調査や処罰などの任務が属していることを理由として、連合国最高司令官に対し日本政府に対する調査会解散命令を発令するよう勧告があった。また、デレビヤンコは調査会の中に元軍人や、八木秀次ら科学技術審議会において戦争の遂行に協力した科学者が含まれていることを非難した。他方では、英連邦代表のマクマホン・ボールからは、調査会の目的が不明瞭である点や、調査会の結論が連合国の判決との乖離が生まれる可能性を指摘し、即刻の解散命令の勧告はしないが、非常に危険な存在であるとする強い懸念を表した。一方で、中華民国代表の朱世明は調査会の設置を歓迎した。アチソンは、GHQの監督により、調査会が誤った結論に達することはないと考えており、ソ連の提案に同意しなかった。
8月14日に、ダグラス・マッカーサーからの戦争調査会廃止の意向が、吉田茂首相、幣原総裁および青木事務局長官に伝えられ、9月末日に廃止されることが日本政府内で内定された。同日に行われた廃止内定直前の部会長会議では、廃止命令が発令された場合についてにも議論され、渡辺銕蔵委員や斎藤隆夫委員から、調査項目のみを確定すべく総会の実施が求められた。また、8月27日の部会長会議では調査会廃止の説明がなされたが、これに対し大河内輝耕委員から「解散までの期間も調査を継続して、その結果を一般に公表したい。」、また、片山哲委員からは「最後のけじめとして総会を開くべき」などの意見が出されたが、幣原は総会の開催を遅らせたため、これが最後の調査会の活動となった。9月30日に第1次吉田内閣により正式に戦争調査会は廃止された。

## 廃止後
戦争調査会の廃止後は、幣原の構想に基づく「財団法人 平和建設研究所」の設立による戦争調査の継続が模索されたが、GHQは調査会の構成員がそのまま財団法人に受け継がれている点を重視し、「名前が違うのみで事実は何等変わらない」として、既に大蔵省が計上していた1946年度の同法人への委託調査費の支出および、法人の設立を許さなかった。
官僚の青木得三は廃止後、民間の出版の場で研究成果を集め『太平洋戦争前史』として発表し、第1巻から第6巻まで1951年まで刊行は続いた。
2001年（平成13年）になって戦争調査会の議事録が完成し閲覧できるようになった。

## 戦争調査会の主な構成員
| 役職       | 氏名       | 任命時の肩書                                           |
| ---------- | ---------- | ------------------------------------------------------ |
| 総裁       | 幣原喜重郎 | 内閣総理大臣、貴族院議員（日本進歩党）、男爵、国務大臣 |
| 副総裁     | 芦田均     | 衆議院議員（日本自由党）、前厚生大臣                   |
| 参与       | 尾佐竹猛   | 元大審院判事                                           |
| 参与       | 近藤康男   | 東京帝国大学教授（農業経済学）                         |
| 参与       | 古垣鉄郎   | 貴族院議員、日本放送協会専務理事                       |
| 参与       | 丘英通     | 東京文理科大学教授（動物学）                           |
| 参与       | 松本潤一郎 | 法政大学教授（社会学）                                 |
| 参与       | 小倉金之助 | 民主主義科学者協会会長（数学）                         |
| 参与       | 豊島与志雄 | 明治大学教授、法政大学教授、小説家                     |
| 参与       | 山本米治   | 日本銀行調査局長                                       |
| 専門委員   | 佐倉重夫   | 三菱経済研究所常任理事                                 |
| 専門委員   | 星合正治   | 東京帝国大学教授（電気工学）                           |
| 専門委員   | 難波捷吾   | 国際電気通信会社取締役                                 |
| 事務局長官 | 青木得三   | 庶民金庫理事長、元大蔵省主税局長                       |

### 第一部会（政治外交）
| 役職           | 氏名       | 任命時の肩書                     |
| -------------- | ---------- | -------------------------------- |
| 委員（部会長） | 斎藤隆夫   | 衆議院議員（日本進歩党）         |
| 委員           | 大河内輝耕 | 貴族院議員、子爵                 |
| 委員           | 片山哲     | 元衆議院議員（日本社会党）       |
| 委員           | 高木八尺   | 東京帝国大学教授（政治学）       |
| 委員           | 松村義一   | 貴族院議員                       |
| 委員           | 鈴木文四郎 | 朝日新聞社顧問                   |
| 委員           | 井川忠雄   | 共栄火災海上保険社長、協同民主党 |

### 第二部会（軍事）
| 役職               | 氏名       | 任命時の肩書                                                   |
| ------------------ | ---------- | -------------------------------------------------------------- |
| 臨時委員（部会長） | 飯村穣     | 元憲兵司令官、陸軍中将                                         |
| 臨時委員           | 戸塚道太郎 | 元横須賀鎮守府司令長官、海軍中将                               |
| 臨時委員           | 矢野志加三 | 元海軍総隊参謀長、海軍中将                                     |
| 臨時委員           | 宮崎周一   | 第一復員省史実部長、元参謀本部第一部長、陸軍中将               |
| 臨時委員           | 上月良夫   | 第一復員次官、元第17方面軍司令官、陸軍中将、復員庁第一復員局長 |
| 臨時委員           | 三戸寿     | 第二復員次官、元海軍次官、海軍中将                             |
| 臨時委員           | 前田稔     | 復員庁第二復員局長、元第10航空艦隊長官、元海軍中将             |

### 第三部会（財政経済）
| 役職           | 氏名     | 任命時の肩書                             |
| -------------- | -------- | ---------------------------------------- |
| 委員（部会長） | 山室宗文 | 元三菱信託会長                           |
| 委員           | 渡辺銕蔵 | 元東京帝国大学教授、元日本商工会議所理事 |
| 委員           | 小汀利得 | 日本経済新聞社社長                       |
| 委員           | 大内兵衛 | 東京帝国大学教授（経済学）               |
| 委員           | 有沢広巳 | 東京帝国大学教授（経済学）               |
| 委員           | 東畑精一 | 東京帝国大学教授（農業経済学）           |

### 第四部会（思想文化）
| 役職           | 氏名       | 任命時の肩書                 |
| -------------- | ---------- | ---------------------------- |
| 委員（部会長） | 馬場恒吾   | 読売新聞社社長、貴族院議員   |
| 委員           | 和辻哲郎   | 東京帝国大学教授（哲学）     |
| 委員           | 中村孝也   | 元東京帝国大学教授（日本史） |
| 委員           | 渡辺幾治郎 | 元京都帝国大学教授（日本史） |
| 委員           | 阿部真之助 | 毎日新聞社取締役             |

### 第五部会（科学技術）
| 役職           | 氏名     | 任命時の肩書                                                 |
| -------------- | -------- | ------------------------------------------------------------ |
| 委員（部会長） | 八木秀次 | 大阪帝国大学総長（電気工学）、元技術院総裁                   |
| 委員           | 柴田雄次 | 名古屋帝国大学教授（化学）                                   |
| 委員           | 富塚清   | 東京帝国大学教授（機械工学）                                 |
| 委員           | 木村介次 | 鐘淵通信工業社（現鐘通株式会社）取締役、藤倉化学工業社取締役 |

### 註釈
1. ↑  戦争の政治的責任及び調査の要請は、芦田均衆議院議員からも挙がっており、新聞の論説にも登っていた。また、青木得三によれば、昭和天皇からも東久邇宮稔彦王と幣原に対して、戦争の原因と敗因の調査が必要である旨を述べられたとされる[3]。
2. ↑  当初は内閣調査局内に設置することが図られていたが、次田大三郎国務大臣により、軍部と協調して統制経済を推し進めた官僚の在籍に疑問が持たれ、内閣調査局の廃止が検討されたのち、三好重夫内閣副書記官が独立した調査会を設置する案を提唱した[4]。
3. ↑  ただし、調査会の調査が廃止までの間に進まなかった為、参与は想定された任務を果たすことはできなかった[9]。
4. ↑  事務局が設置した5つの調査室は、この5部会にそれぞれ対応する[7]。
5. ↑  総会は調査会内における最高機関であったが、委員任命直後に2回開催されたのみで、総会では具体的な審議は行われなかった[11]。
6. ↑  調査会調査官の山本善雄（第二復員省総務局長）は、第1回総会の感想を「戦争に直接関係少なかりし人を選定せる委員なれば、新顔多し、只今後の調査果して真相を書き得るや疑問なり」と日記に疑問を呈した[12]。
7. ↑  戦争調査会の委員である八木秀次、柴田雄次、木村介次は過去に科学技術審議会の委員の職責を果たしていた[17]。
8. ↑  第二部会は他の部会と異なり、委員は設置されていない[22]。